# Australia Central

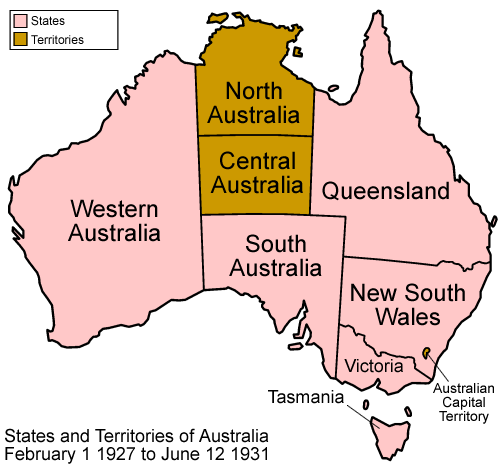
Localización de Australia Central, entre 1927 y 1931.

Australia Central, también conocida como Región de Alice Springs, es una región alrededor de la ciudad de Alice Springs y pertenece a una de las cinco regiones del estado del Territorio del Norte. Fue también un territorio federal australiano entre 1927 y 1931 con capital Alice Springs, ubicándose entre los paralelos 20º y los 26º de latitud sur. Es denominado a veces Centralia, y también a los habitantes de la zona a veces los llaman centralians. La región se encuentra en la parte sur del Territorio del Norte y se extiende desde Australia Occidental, al oeste, Queensland, al este, y Australia Meridional, al sur.

## Historia
George Pearce, Ministro de Hogar y Territorios en el Parlamento Federal en los años 1920, pensó que el Territorio del Norte era demasiado grande para ser regulado adecuadamente y, por tanto, existió por un corto período de tiempo un territorio llamado Australia Central. 
Australia Central, al igual que el Territorio del Norte, tenía su propio Gobierno residente y su administración. La división estaba a lo largo de la línea de 20 grados al sur, hasta la frontera del Sur de Australia, y entró en vigor el 1 de febrero de 1927 a través de la Ley de Australia del Norte de 1926. Sin embargo, el territorio permaneció menos de cinco años, y se reincorporó de nuevo al Territorio del Norte el 12 de junio de 1931.

## Geografía
La ciudad principal de Australia Central fue, y sigue siendo, Alice Springs, sin embargo esta área también incluye todas las tierras del desierto que la rodean. Aunque algunos de estos municipios (por ejemplo, Barrow Creek) son estaciones (que corresponde a las estancias o latifundios, en la cultura hispanoamericana), la gran mayoría de ellas son comunidades aborígenes. La región abarca una superficie de 546 046 km², el 40 % del Territorio del Norte.

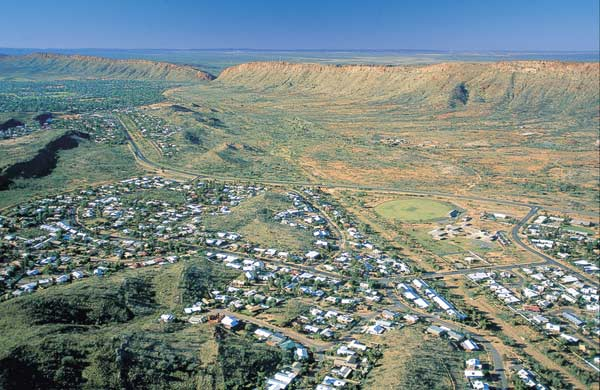
Alice Springs, en la imagen, es la ciudad más poblada de la región.

No existe centro oficial en Australia. El concepto ha intrigado a varias personas desde el momento de la exploración de los europeos. El Monte Central Stuart, por ejemplo, fue nombrado así porque se creyó que era el centro geográfico de Australia. Hoy en día, se han realizado diferentes cálculos con resultados variables, pero en general están de acuerdo en cuanto a que el centro geográfico del país es Alice Springs, exactamente la zona situada a 200 kilómetros al sur de la ciudad.

## Demografía
Alice Springs, el foco principal de Australia Central, tiene una población predominantemente anglo-celta, siendo aproximadamente el 25 % de la población aborigen. Sin embargo, la población de las comunidades circundantes que forman Australia Central son casi exclusivamente aborígenes. Por lo tanto, el total de la población de la zona conocida como Australia Central está conformada, aproximadamente, por un 37 % de aborígenes. La población de la región es de cerca de 40 000 personas, concentrándose la mayor parte en el área de Alice Springs.

## Economía
Los principales motores económicos de la región son el turismo, la agricultura y la minería. El turismo atrajo en 2005 a 617 000 visitantes, un 2 % más que el año anterior. Esto supuso unos beneficios de 38 millones de dólares australianos, el 21 % del turismo del total del estado. La producción agrícola, por su parte, representó el 16 % de la producción total del Territorio. Como se ha mencionado anteriormente, la minería juega un papel fundamental en la economía local. La producción de minerales y petróleo en el curso 2004/05 tuvo un valor de 379 millones de dólares australianos, un 17 % más que el año anterior. La región produce más del 95 % del oro de todo el estado del Territorio del Norte.
En 2005, la población que se encontraba trabajando era de 19.839 personas, siendo Alice Springs la ciudad que mayor tasa de paro tenía con un 5,2%.